# Bonsai
Bonsai, sztuka bonsai (jap. 盆栽 uprawa w płytkim naczyniu; bon – płaska taca, płytki pojemnik, naczynie; sai – uprawa; chiń. pénzāi (盆栽)) – sztuka miniaturyzowania drzew, krzewów lub roślin uprawianych w odpowiednio dobranych, płaskich naczyniach, donicach (np. ceramicznych). Efekt ten jest uzyskiwany poprzez specyficzne, staranne przycinanie, ograniczanie korzeni oraz pielęgnację uwzględniającą właściwości rośliny. W potocznym znaczeniu – zminiaturyzowane rośliny o sztucznie wymuszonym, płytkim systemie korzeniowym umieszczone w płaskim naczyniu.

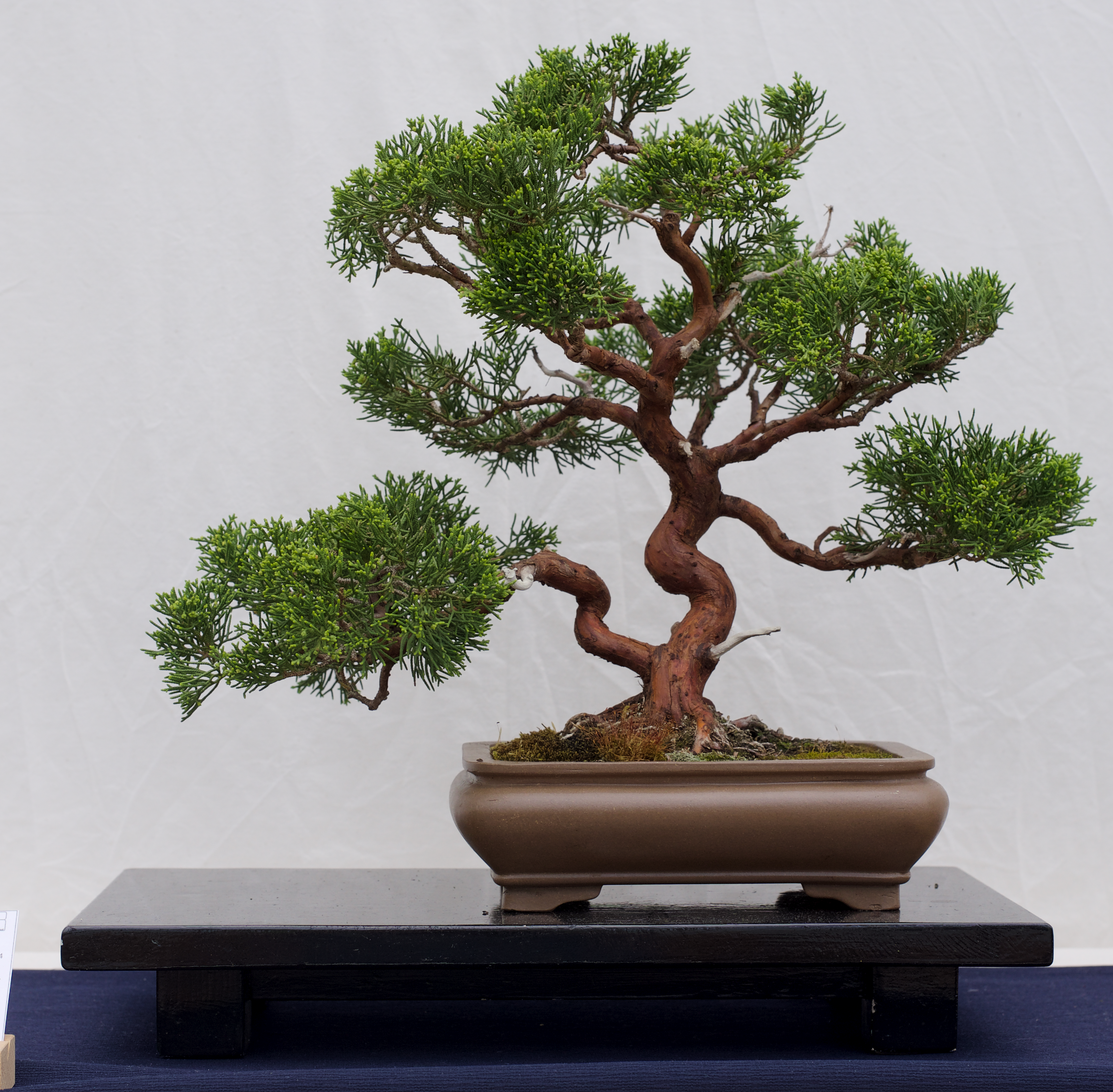
Jałowiec chiński (Juniperus chinensis)

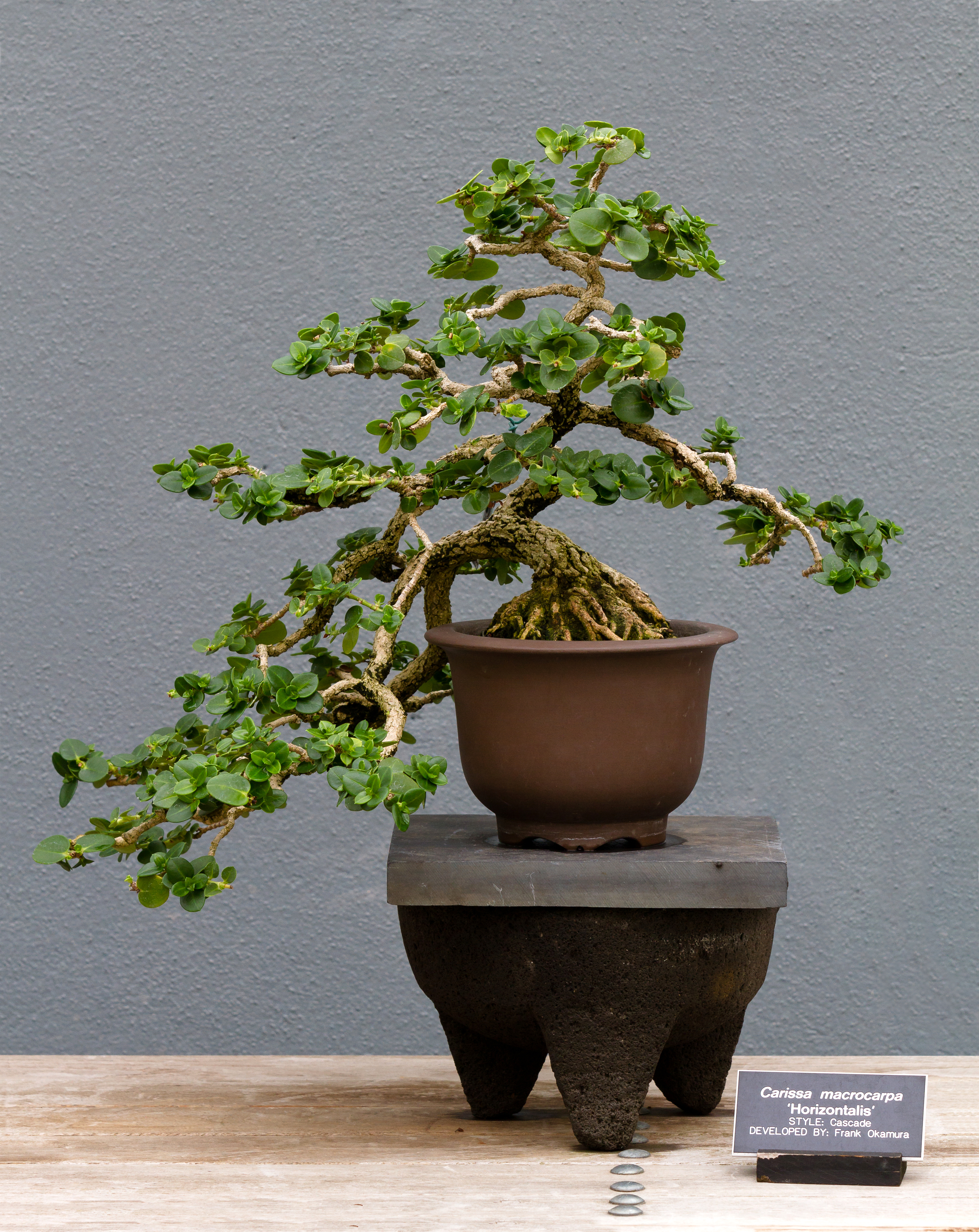
Carissa macrocarpa var. Horizontalis

Słowo bonsai jest często mylone pod względem wymowy i znaczenia ze słowem banzai (万歳, dosł.: „10 tys. lat”). Jest to okrzyk wyrażający radość, uznanie, pozdrowienie: „Niech żyje!”, „Hurra!”. Ponadto niektóre wydawnictwa podają błędnie, że słowo to można wymawiać także lub wyłącznie bonzai.

## Historia

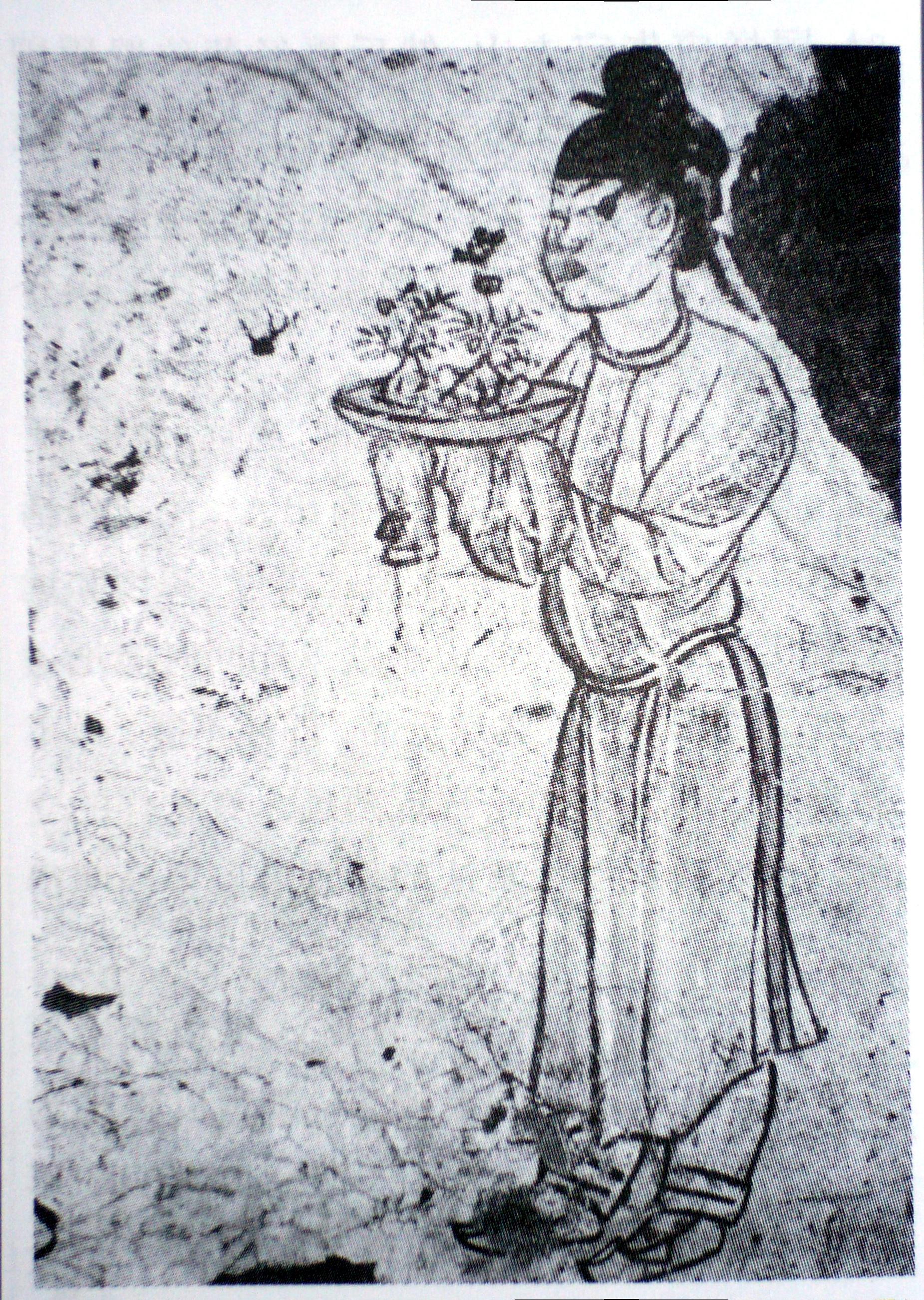
Fragment fresku z grobowca księcia Li Xiana (655-684), okres panowania dynastii Tang (618-907)

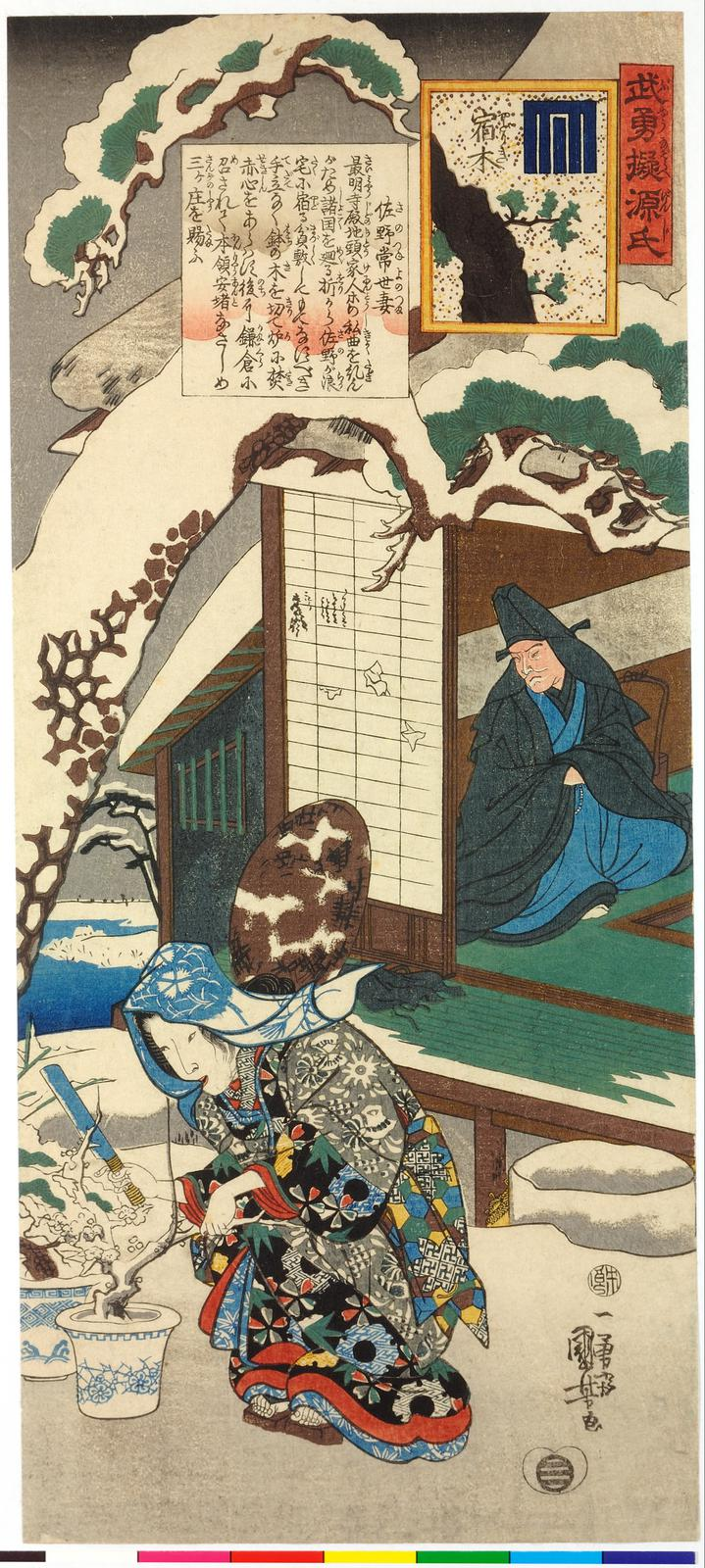
Kuniyoshi Utagawa (1798-1861), Żona Tsuneyo ścina drzewka bonsai na opał, w głębi mnich (Tokiyori Hōjō)

### Penzai
Pochodzenie i źródła bonsai sięgają około 1300 lat wstecz i są kojarzone z obrazem na wewnętrznej ścianie grobowca chińskiego księcia Li Xiana (Mauzoleum Qianling) w prowincji Shaanxi. Jest tam szereg ludzi, z których jeden niesie penzai (盆栽) w płytkim naczyniu, trzymając go w obu rękach, aby przedstawić go księciu. W donicy znajdują się dwie przypominające kamienie bryły, z których wyrastają rośliny. Ten obraz pokazuje nam, że w starożytnych Chinach istniało upodobanie do roślin doniczkowych.

### Bonsan
Według legend chramu Kasuga-taisha (Zwój nr 5. National Diet Library), najstarszy wizerunek bonsai w Japonii można zobaczyć na zwoju stworzonym około 700 lat temu, po okresie Kamakura (1185–1333). Po tym okresie, na składanych parawanach (byōbu) tworzonych licznie w okresach Muromachi (1336–1573) i Edo (1603–1868) ich twórcy przedstawiali bonsai. W 1603 roku w słowniku japońsko-portugalskim napisanym w języku portugalskim przez portugalskich misjonarzy z Towarzystwa Jezusowego znajduje się hasło oznaczające bonsan. Słowo to koresponduje z obrazami bonsai na ówczesnych parawanach. Bonsai przedstawiane na składanych parawanach były znane jako bonsan (盆山).

### Hachi-no-ki
W okresie Azuchi-Momoyama (1573–1603) powstała sztuka teatru nō pt. Hachi-no-ki (鉢木 „Drzewo doniczkowe”), przekazująca historię i kulturę bonsai. W spektaklu, którego akcja ma miejsce w okresie Kamakura, podróżujący w dniu obfitych opadów śniegu wędrowny mnich z pielgrzymką do Kamakury zatrzymuje się w Sano, w prowincji Kōzuke (ob. prefektura Gunma), gdyż gromadzący się śnieg uniemożliwia mu dalszą wędrówkę. Puka do drzwi jednego z przydrożnych domów i prosi żonę właściciela domu o nocleg.
Kiedy pan domu o imieniu Tsuneyo wraca do domu i spotyka mnicha proszącego o przysługę, początkowo mu odmawia, argumentując że są zbyt biedni, aby przyjąć gościa na noc. Jednak idąc za sugestią żony biegnie za mnichem (który już się oddalił) i oferuje mu nocleg. Gdy zimno staje się coraz silniejsze, Tsuneyo wkłada swoje ukochane, zadbane drzewka doniczkowe (bonsai): śliwy, wiśni i sosny do paleniska i pali je, aby ogrzać pokój w trosce o swojego gościa. Kiedy mnich pyta Tsuneyo, jak ma na imię, początkowo Tsuneyo waha się z odpowiedzią, uważając je za niegodne ujawnienia, ale w końcu wyjawia mnichowi swoje imię i historię o tym, jak jego krewni pozbawili go jego ziemi i spowodowali, że wpadł ubóstwo. Mówi również, że chociaż prowadzi nędzne życie, jest gotowy do udania się do Kamakury, aby walczyć dla sioguna w przypadku, gdyby pojawiła się jakakolwiek niebezpieczna sytuacja. Następnego ranka ze smutkiem żegnają się i mnich opuszcza dom Tsuneyo.
Kilka dni później Tokiyori Hōjō (1227–1263), regent siogunatu Kamakura, zbiera wojowników w ośmiu prowincjach regionu Kantō. Słysząc o tych rozkazach, Tsuneyo nędznie ubrany szybko udaje się do Kamakury. Tokiyori nakazuje swojemu podwładnemu, Nikaidō, znaleźć wojownika noszącego podartą zbroję, niosącego zardzewiały miecz z długą rękojeścią i jadącego na kościstym koniu. Nikaidō znajduje nędznie ubranego wojownika, Tsuneyo.
Przybywając przed oblicze Tokiyoriego, Tsuneyo spostrzega nagle, że wędrowny mnich, którego gościł, jest w rzeczywistości regentem Tokiyorim Hōjō. Jak się okazało Tokiyori zebrał swoich wojowników, aby przekonać się, czy Tsuneyo dotrzymuje słowa. Tokiyori komplementuje Tsuneyo, który dotrzymał słowa i przybył w pośpiechu do Kamakury. Obiecuje zwrócić Tsuneyo skradzioną przez krewnych ziemię, a ponadto, wdzięczny za poświęcenie trzech drzewek doniczkowych, które zostały spalone, aby utrzymać go w cieple, Tokiyori obdarza Tsuneyo trzema kawałkami ziemi kojarzącymi się ze: śliwką, wiśnią i sosną. Tsuneyo wraca z radością do swojego domu w prowincji Kōzuke.

### Okres Edo
W okresie Edo na terenie rezydencji daimyō powstawały ogrody, w których można było zobaczyć bonsai. Do tego czasu posiadanie i pielęgnacja bonsai ograniczała się do klas wyższych. Jednak pod koniec tego okresu zajęli się tym hobby zwykli ludzie, co widać na ówczesnych drzeworytach ukiyo-e.

### Okres Meiji
Na początku okresu Meiji (1868–1912) powstała sztuka bonsai, którą znamy dzisiaj, wraz ze słowem, które ją opisuje. Liczni miłośnicy bonsai pojawili się w kręgach politycznych i biznesowych. W ich domach tworzono specjalne miejsca do ekspozycji. Kultura bonsai przeniknęła także do kręgów intelektualistów, ludzi literatury, znawców sztuki. Wielki pisarz tego okresu, Sōseki Natsume (1867–1916), pisał o bonsai w swoich powieściach: Gubijinsō (Mak polny, 1907), Higan sugi made, (To the Spring Equinox and Beyond, 1912).
W okresie Meiji cenne okazy bonsai zostały wystawione na wielkich wystawach w Europie Zachodniej. W 1873 roku na Światowych Targach w Wiedniu (po raz pierwszy Japonia uczestniczyła w takiej wystawie) oraz na Międzynarodowej Wystawie w Paryżu w 1878 roku.

### Okres Taishō
W okresie Taishō (1912–1926) bonsai uznano za formę sztuki i uznano, że powinna być ona spopularyzowana na całym świecie. Kierujący „kampanią sztuki bonsai”, która trwa do dziś, był Toshio Kobayashi (1889–1972), redaktor naczelny i wydawca specjalistycznego magazynu „Bonsai”, który był publikowany w tamtym okresie. Kobayashi utrzymywał, że bonsai to nie tylko zajęcie ogrodnicze, ale forma sztuki tej samej klasy, co malarstwo czy rzeźba, i zasługuje na oficjalne uznanie. Zorganizował on kampanię na rzecz utworzenia wystawy w jednej z galerii sztuki, która powstała w okresie Meiji w celu prezentacji sztuki zachodniej. Ten ruch zaowocował wystawą Kokufu Bonsai Exhibition, która odbyła się w 1934 roku w Muzeum Sztuki Prefektury Tokijskiej (ob. Tokyo Metropolitan Art Museum). Ta sama wystawa co roku odbywa się w tym samym miejscu.

## Opis ogólny
Uzyskanie doskonałej formy bonsai to rezultat wieloletniej pielęgnacji, niekiedy kilku pokoleń ogrodników. Najbardziej cenione są bonsai z drzew długowiecznych, jak dęby, sosny, cisy, świerki, jałowce. Najmniej natomiast ceni się krótko żyjące gatunki roślin, jak np. topola.
W sztuce bonsai wyróżnia się liczne style, według których kształtowane jest drzewko, różniące się głównie kształtem pnia i pochyleniem do doniczki.
Drzewko bonsai nigdy nie jest „skończone” – jest ono żywą rośliną, wymagającą stałej pielęgnacji polegającej nie tylko na podlewaniu i nawożeniu, lecz również na dbaniu o skarłowaciały kształt rośliny poprzez używanie technik mechanicznych. Drzewko jest więc przycinane, pędy uszczykiwane, a gałęzie owijane drutem, aby zachowały nadany im kształt.
Bardzo często sztuce bonsai towarzyszą kompozycyjnie dodatkowe elementy np. drobne rośliny lub kamienie. Umiejętność tworzenia takich ekspozycji zyskała rangę osobnych dziedzin: kusamono i suiseki.
Bonsai są klasyfikowane w różny sposób i pod różnym kątem. Najbardziej ogólny podział jest następujący:
- shōhaku-bonsai – tworzone z drzew iglastych, wiecznie zielonych;
- zōki-bonsai – tworzone z drzew i krzewów liściastych, zmieniających kolory w zależności od pory roku;
- hana-mono – tworzone z roślin pozwalających na docenienie piękna kwiatów;
- mimono-bonsai – tworzone z roślin ozdobnych, dających wizualny efekt swoimi owocami[4][8].

## Podstawowe style bonsai

### Bunjin-gi (styl drzewo literatów)
Wyrafinowaną formę drzewa uzyskuje się, odrzucając wszystkie zasady sztuki bonsai stosowane w innych stylach. Regułą jest formowanie rzadkich gałązek w 2/3 wysokości drzewa. Inspiracją dla tego stylu były drzewa przedstawiane na obrazach twórców południowej szkoły chińskiego malarstwa pejzażowego nazywanej nanga, znanego też jako bunjin-ga („malarstwo literatów, intelektualistów”, ang. „literati”). Malarze tej szkoły nie byli profesjonalnymi artystami. Wędrowali i mieszkali samotnie w górskich szałasach, poświęcając się kontemplacji, kaligrafii, poezji i malarstwu. Sposób przedstawiania przez nich drzew uwidacznia wpływy uprawianej pędzelkiem kaligrafii. Niewątpliwie jednak wzorem były drzewa rosnące przez całe lata w ekstremalnych warunkach i im zawdzięczające swój kształt.
Sposób przedstawiania drzew na obrazach i drzeworytach przez wielkich japońskich artystów: Hiroshige Utagawę (1797–1858) i Hokusai’a Katsushikę (1760–1849), również nie odpowiada żadnemu tradycyjnemu stylowi bonsai oprócz stylu bunjin-gi. Pochylone wierzchołki drzew, gałęzie okrążające pień lub krzyżujące się z nim są akceptowane tylko w tym stylu. Jednak ekspresja i nieskrępowana swoboda drzewek formowanych w stylu bunjin-gi powodują, że nawet konserwatywnie nastawieni mistrzowie bonsai uznali już jego piękno.

### Chokkan (styl wyprostowany, regularny)
Drzewko o pniu wyprostowanym. Jest to podstawowy styl bonsai, charakteryzujący się pionowym, mocnym pniem harmonizującym z głównymi gałęziami. Gałęzie uformowane w kształcie piramidy wyrastają we wszystkich kierunkach, także do tyłu. Wbrew pozorom formowanie drzewek w tym stylu nie jest sprawą prostą, gdyż wymaga dużej precyzji. Przyjmuje się, że najniższa gałąź skierowana do tyłu wyrasta między drugą a trzecią gałęzią od dołu. Drzewko uformowane w stylu Chokkan z gałęziami skierowanymi ku górze sprawia wrażenie młodego, natomiast gdy gałęzie drzewka są skierowane ku dołowi lub uformowane poziomo, stwarza to efekt starości.
Roślinami szczególnie polecanymi do formowania w tym stylu są: sosny (Pinus), modrzewie (Larix), jodły (Abies), jałowce (Juniperus), cyprysy (Cupressus), wiązy (Ulmus), klony (Acer), buk (Fagus) i dęby (Quercus).

### Fukinagashi (styl ukształtowany przez wiatr)
W stylu tym gałęzie wyrastają lub są wygięte tylko w jedną, wyznaczoną przez wiatr, stronę. Pień może być pochylony w tym samym kierunku co gałęzie lub w stronę przeciwną. Wyróżnia się dwie odmiany stylu, a mianowicie: drzewka uformowane w sposób sprawiający wrażenie, jakby były narażone na działanie ciągłego wiatru lub jakby zostały uderzone nagłym, silnym podmuchem. W tego typu kompozycjach nie można pozwolić na wyrastanie wielu młodych gałązek, gdyż ich zagęszczenie psułoby efekt płynnej linii tego stylu. W tym stylu formuje się głównie sosny (np. Pinus mugo) i klony (Acer).

### Hōkidachi (styl miotlasty)
Styl najczęściej wybierany przez początkujących bonsaistów. Jego stworzenie nie wymaga wielkiej wprawy i umiejętności.
Jest to drzewko o koronie miotlastej. Z prostego pnia wyrastają główne konary, tworząc wachlarzowatą koroną drzewa. Dobrze jest, gdy pień ma mocną nasadę. Do formowania w tym stylu nadają się drzewka bez nisko wyrastających gałęzi, których obecność wymagana jest w innych stylach.
Najczęściej używanymi roślinami do formowania w stylu hōkidachi są brzostownice (Zelkova), klony (Acer), wiązy (Ulmus), cyprysiki (Chamaecyparis), brzozy (Betula) oraz drzewa kwitnące i owocujące.

### Ikadabuki (styl tratwy)
Jest to lasek bonsai, którego drzewa są gałęziami pionowo wyrastającymi z poziomo zakopanego w pojemniku pnia. Jest to jeden z łatwiejszych stylów. Jego zaletą jest jednolity charakter drzewek, których zabarwienie zmienia się w zależności od pory roku.
Do formowania w tym stylu nadają się zarówno drzewa i krzewy liściaste, jak i iglaste. Najczęściej formuje się sosny (Pinus), świerki (Picea), jodły (Abies), wiązy (Ulmus), buki (Fagus) i klony (Acer).

### Kengai (styl kaskadowy)
Wzorem drzew formowanych w stylu kengai są drzewa i krzewy zwieszające się z występów skalnych. Bonsai w stylu kaskadowym powinien mieć wijący się pień. Może mieć dowolną liczbą gałęzi lewych, prawych i frontowych. Wierzchołek drzewka powinien się znajdować poniżej dna pojemnika. Wymaga pojemnika głębszego niż drzewka w innych stylach. Drzewko w stylu kengai ma najlepiej wyważone proporcje, gdy najwyższy punkt drzewka, środek nasady pnia, środek dolnego brzegu pojemnika i najniższy punkt nadziemnej części drzewka znajdują się w jednej linii.
Idealnymi drzewami i krzewami do formowania w tym stylu są: sosny (Pinus), jałowce (Juniperus), bluszcze (Hedera), wierzby (Salix), azalie (Azalea), irgi (Cotoneaster), oliwniki (Eleagnus) i drzewa owocowe.
Wyróżnia się też styl han-kengai – styl półkaskadowy

### Shakan (styl pochylony)
Wyróżnia się trzy odmiany stylu shakan:
- shō-shakan – drzewko lekko pochylone;
- chū-shakan – drzewko średnio pochylone;
- dai-shakan – drzewko mocno pochylone.

Styl ten uważany za łatwy, często jest stosowany przez początkujących. Szczególną uwagę należy zwrócić na wizualne wyważenie środka ciężkości drzewka. Osiąga się to przez właściwe formowanie nisko wyrastających gałęzi. Częściej jednak wyważenie to osiąga się przez skierowanie wierzchołka w przeciwną stronę niż pień.
Poleca się wykorzystywać w tym stylu sosny (Pinus) i azalie (Azalea).

### Moyōgi (styl wyprostowany, nieregularny)
Tworząc bonsai w stylu moyōgi (styl wyprostowany, nieregularny) należy formować jedną gałąź na lewo, drugą na prawo i trzecią do tyłu dla uzyskania perspektywy, czwartą gałąź na lewo itd. Aby uzyskać optyczne wyważenie kompozycji w tym stylu, wierzchołek drzewka musi leżeć na pionowej linii przechodzącej przez środek nasady pnia. Czasem odstępuje się od tej zasady, formując bonsai w stylu shakan-moyōgi, czyli drzewko w stylu moyōgi pochylone w sposób charakterystyczny dla stylu shakan.
Przy formowaniu drzewka w stylu moyōgi należy dążyć do tego, aby wygięcia pnia były odpowiednio widoczne, przez co wygląd drzewka staje się interesujący. Jest to styl najczęściej spotykany w światowych kolekcjach.
Do formowania w stylu moyōgi nadają się sosny (Pinus), jałowce (Juniperus) i większość drzew liściastych.

### Takan (styl o wielu pniach)
Bonsai, w których z jednego systemu korzeniowego wyrasta kilka pni. Drzewka o dwu pniach nazywają się sōkan. Liczba „2” jest jedyną liczbą parzystą akceptowaną przez twórców bonsai i to tylko w tym stylu. Pozostałe style tworzone z grup drzew zawierają zawsze ich nieparzystą liczbę. Drzewka o trzech pniach to sankan, a te o pięciu i więcej – kabudachi. Poniżej rozwidlenia pnia nie mogą wyrastać żadne gałązki. Pnie nie mogą być równej długości. Pierwsza dolna gałąź pnia niższego zawsze powinna wyrastać niżej, niż pierwsza dolna gałąź pnia wyższego. Gałęzie obu pni nie mogą się krzyżować.
Drzewa i krzewy najczęściej formowane w tym stylu to: sosny (Pinus), jałowce (Juniperus), świerki (Picea) i klony (Acer).

### Ishizuke (styl z wykorzystaniem skał)
Są dwa sposoby sadzenia pojedynczych okazów bonsai na kamieniach. W pierwszym korzenie oplatają kamień, ale sięgają podłoża w pojemniku i głównie stamtąd czerpią wodę i składniki pokarmowe, natomiast w drugim drzewko jest rzeczywiście posadzone na kamieniu. Samo ukształtowanie drzewa zależy od wizji autora. Na kamieniu może być posadzone jedno drzewko, grupa drzewek, a nawet stworzony cały krajobraz w miniaturze z różnymi rodzajami roślin.
- Forma z korzeniami oplatającymi skałę

Forma ta nawiązuje do naturalnych miejsc, gdzie drzewa wyrastają na półkach skalnych i w szczelinach. Wzorem może być fragment skalistego brzegu, szczyt górski lub skalista wysepka. Korzenie oplatają skały, aby sięgnąć do wody i składników pokarmowych w głębszych warstwach podłoża. Po dotarciu do gleby korzenie grubieją, ponieważ są głównymi elementami dostarczającymi wodę i pokarm do części nadziemnej rośliny. Ponieważ korzenie pozostają na wierzchu skały, narażone na warunki zewnętrzne, twardnieją i przylegając do skały stają się przedłużeniem pnia. Drzewka uprawiane w ten sposób powinny odznaczać się naturalnie silnymi korzeniami.
Polecane są klony (Acer), szczególnie klon Bürgera, chiński wiąz (Ulmus), sosny (Pinus) i jałowce (Juniperus).
- Forma osadzona na skale

Forma ta różni się od poprzedniej tym, że korzenie związane są z kamieniami i sięgają podłoża. Forma przedstawia drzewa w stanie naturalnym rosnące na szczytach gór i urwisk. W tej formie płaski kawałek skały lub łupka może zastępować pojemnik. Można też wybrać wysoki kamień o zróżnicowanej powierzchni i ustawić go na tacy np. z piaskiem. Podobnie jak w przypadku form z korzeniami oplatającymi kamień, trzeba zwrócić uwagę, czy drzewko posadzone na kamieniu wygląda naturalnie. Rozłożyste buki (Fagus) na przykład nie rosną w skalistych, górskich okolicach.
Najlepiej nadają się sosny (Pinus), jałowce (Juniperus) i świerki (Picea).

## Bonkei (krajobraz na tacy)
Bonkei (盆景) to miniaturowy ogród, krajobraz na tacy, minipejzaż. Tworzenie naturalnej scenerii poprzez ułożenie ziemi, piasku, kamieni, mchu, roślinności. Jest to sztuka plastyczna, która próbuje trójwymiarowo odtworzyć i wyrazić piękno natury, podobnie jak ogrody (nihon-teien), bonsai i układanie kwiatów (ikebana). W przeciwieństwie do bonsai, które wyglądem pojedynczego drzewa przypomina nam o pięknie natury, ważne jest, aby wyrazić piękno poprzez obmyślenie aranżacji i scenerii.

## Saikei
Saikei (栽景), opisywany jako „krajobraz na tacy”, „krajobraz z roślinami”, jest potomkiem takich japońskich sztuk, jak: bonsai, bonseki i bonkei. Istnieje też pewne pokrewieństwo z miniaturowymi sztukami krajobrazowymi Chin i Wietnamu. Sztuka ta polega na tworzeniu krajobrazu, który pasuje do tacy, łączy żywe drzewa z ziemią, skałami, wodą i towarzyszącą roślinnością (np. pokryciem terenu). 
Saikei jest kompozycją krótkotrwałą, którą po pewnym czasie można rozłożyć lub zmienić. Może też być traktowana jako szkółka drzew dla bonsai. Jest to oryginalna, stworzona po II wojnie światowej, koncepcja Japończyka Toshio Kawamoto.

## Słownik
- Bonseki – miniaturowy krajobraz z białego piasku, żwiru i kamieni, utworzony na pokrytej czarną laką tacy; kamienie służące jako „fundamenty” takiego pejzażu[9];
- Nebari – bonsai, w którym korzenie są widoczne na lub nad powierzchnią gleby[9];
- Netsuranari – odnosi się do drzewa, którego pnie wystają z jednego korzenia w sposób przylegający do ziemi. Jest tylko kilka gatunków, z których wyrośnie takie drzewko, w tym m.in.: goyōmatsu (japońska sosna biała, sosna drobnokwiatowa) (Pinus parviflora Siebold et Zucc.), sugi (japoński cedr, Cryptomeria japonica) i yama-momiji (klon palmowy, Acer palmatum Thunb.). Netsuranari o parzystych pniach są niepopularne, podobnie jak w przypadku drzewek o wielu pniach (takan)[10];
- Tokonoma – wnęka w tradycyjnym domu japońskim, służąca prezentowaniu przedmiotów artystycznych, jak: bonsai, ikebana, kakemono[9];
- Yose-ue – styl leśny, liczba drzewek powinna być nieparzysta i powinny być ustawione naprzeciwko siebie[8].

## Galeria

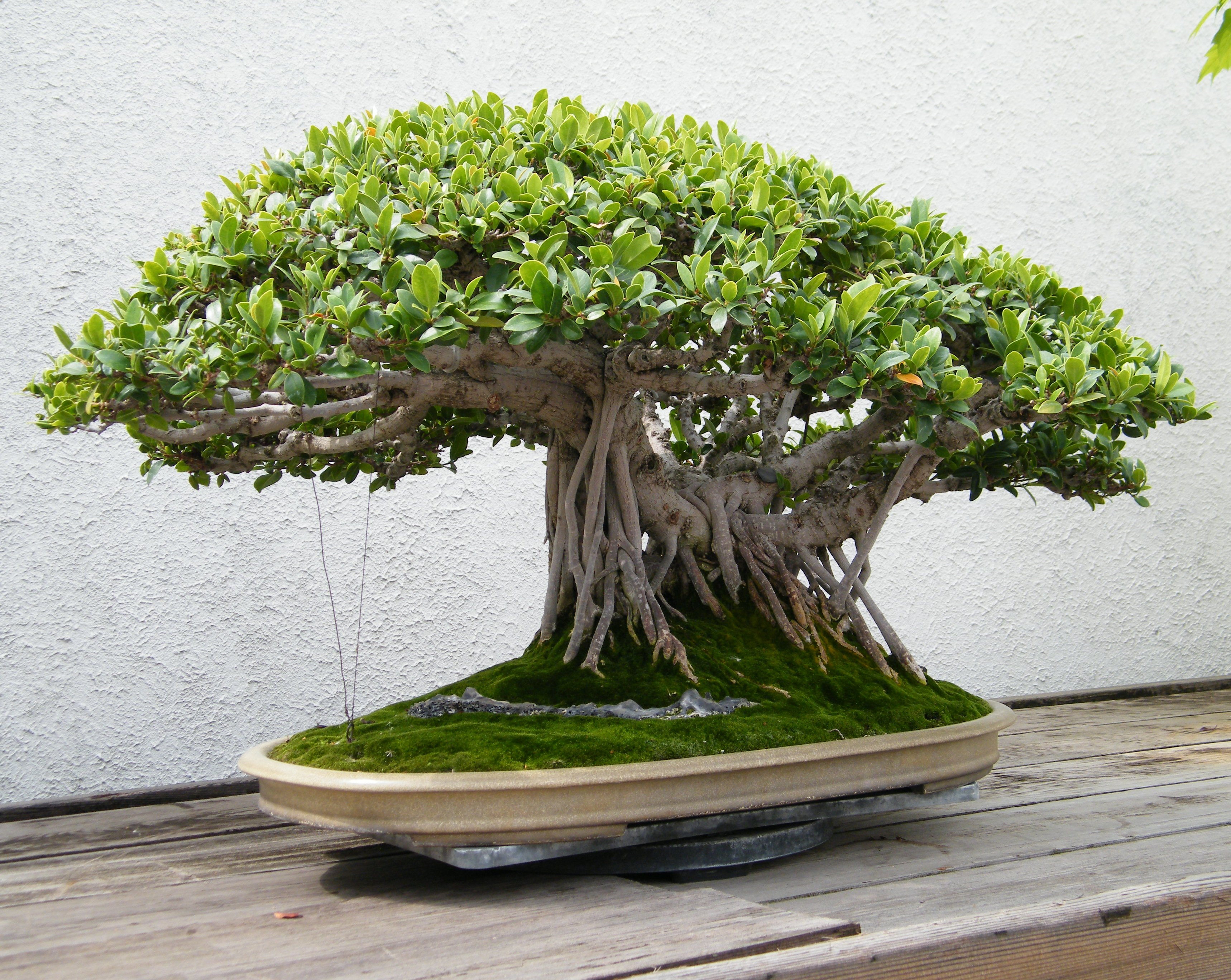
Ficus microcarpa, ang. Chinese banyan
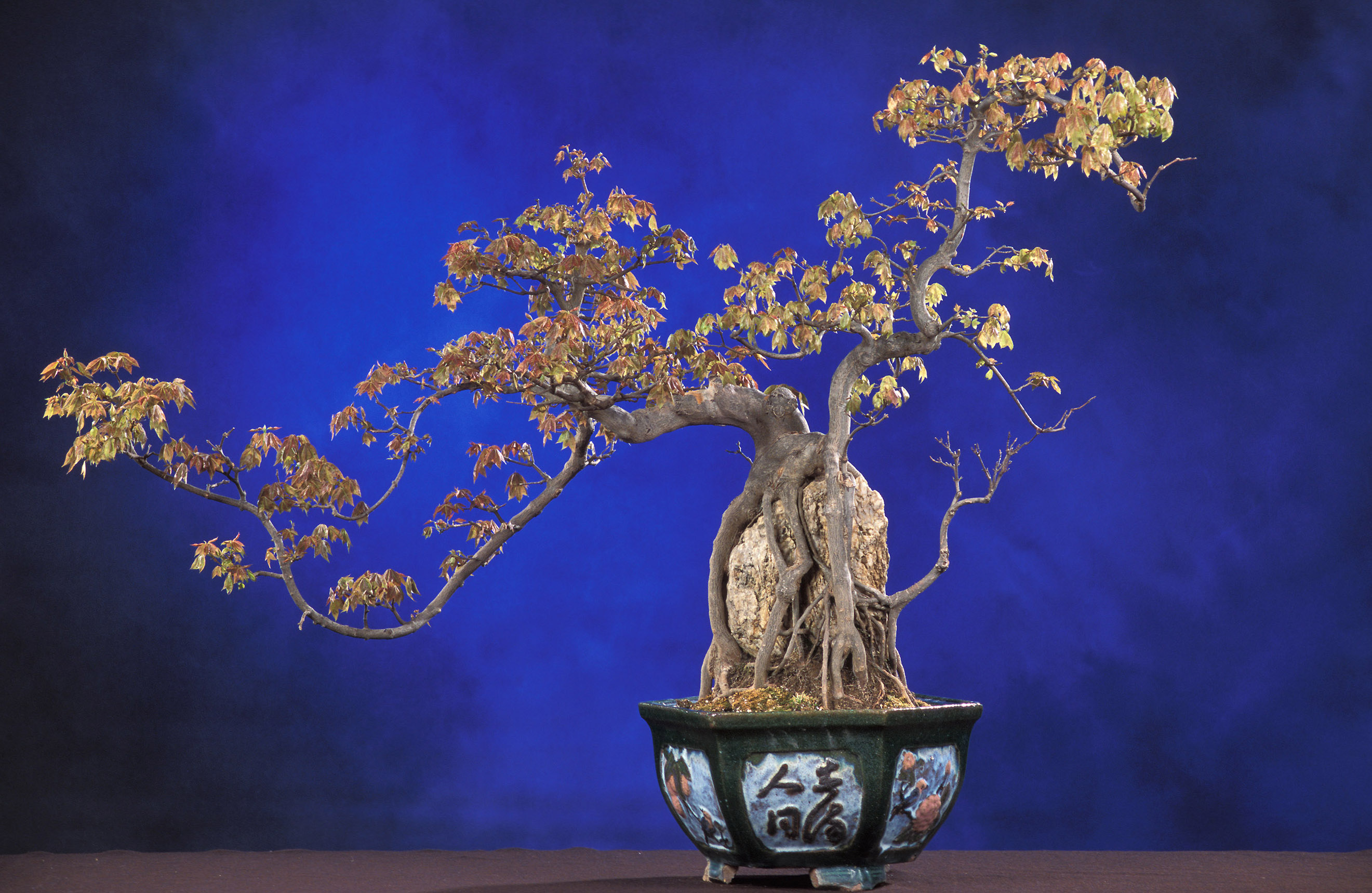
Klon Bürgera (Acer buergerianum)
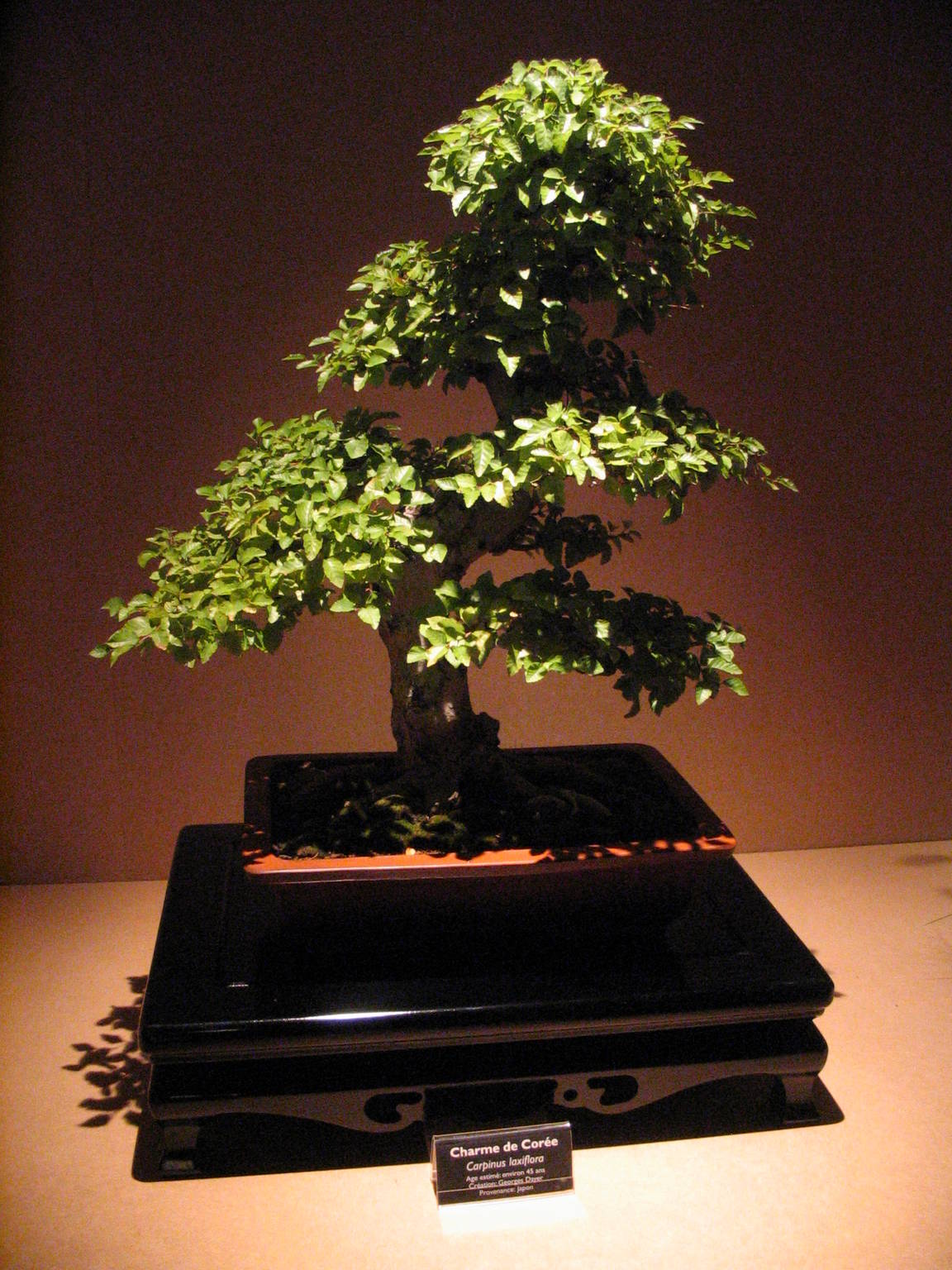
Grab luźnokwiatowy (Carpinus laxiflora)
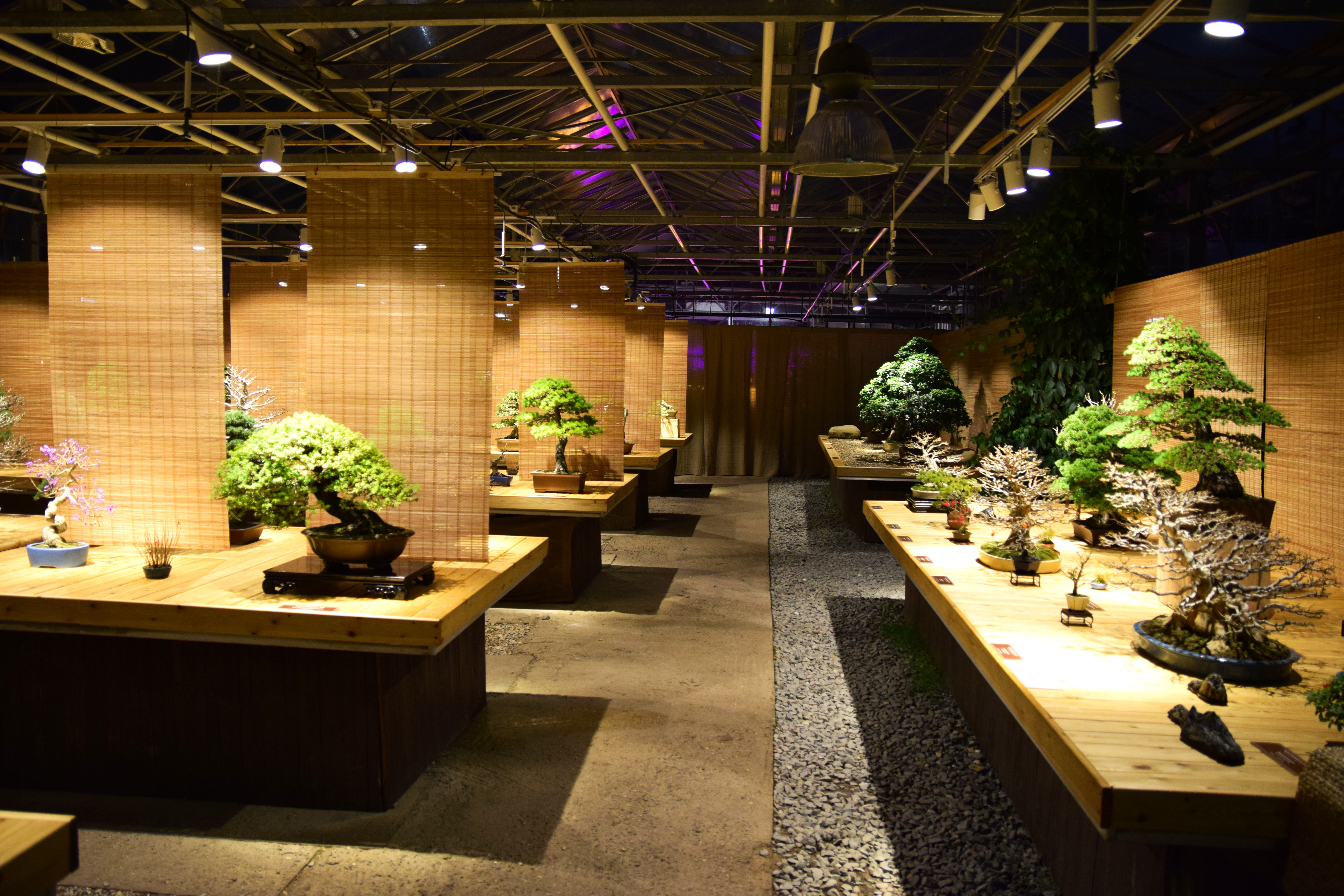
Wystawa w Moskwie (2015)
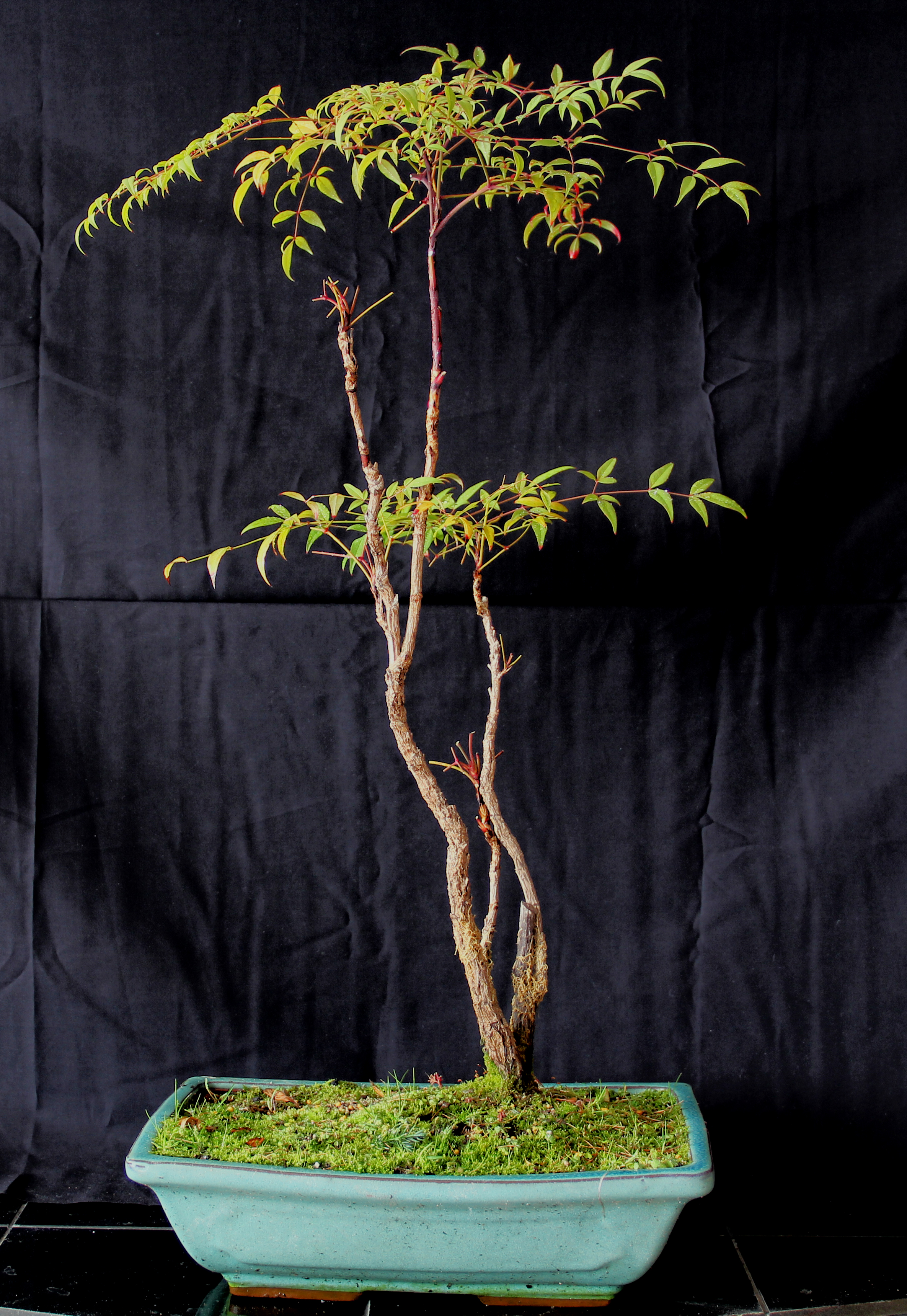
Nandina domowa (Nandina domestica)
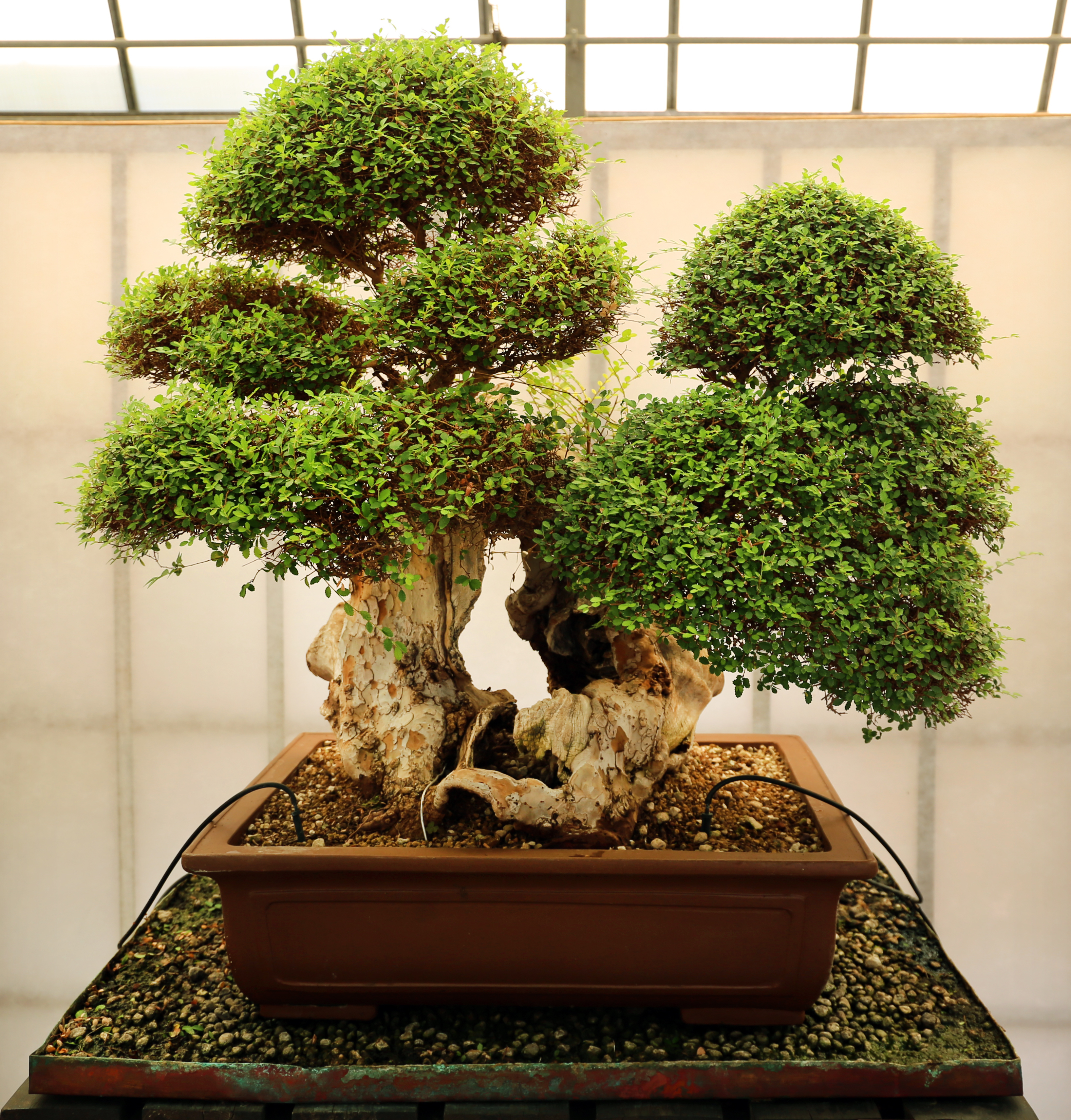
Wiąz drobnolistny (Ulmus parvifolia)